# Ruta de Illinois 141
La Ruta de Illinois 141, y abreviada IL 141 (en inglés: Illinois Route 141) es una carretera estatal estadounidense ubicada en el estado de Illinois. La carretera inicia en el oeste desde la US 45     en Omaha hacia el este en la IN 62     en Wabash River. La carretera tiene una longitud de 29,2 km (18.17 mi).

## Mantenimiento
Al igual que las autopistas interestatales, y las rutas federales y el resto de carreteras estatales, la Ruta de Illinois 141 es administrada y mantenida por el Departamento de Transporte de Illinois por sus siglas en inglés IDOT.